# Jungkat
Jungkat is een bestuurslaag in het regentschap Sumenep van de provincie Oost-Java, Indonesië. Jungkat telt 2401 inwoners (volkstelling 2010).